# Gran Premio de Alemania de Motociclismo de 2012
El Gran Premio de Alemania de Motociclismo de 2012 (oficialmente Eni Motorrad Grand Prix Deutschland) fue la octava carrera del Campeonato del Mundo de Motociclismo de 2012. Tuvo lugar el fin de semana del 6 al 8 de julio de 2012 en el circuito de Sachsenring situado en la localidad de Hohenstein-Ernstthal en el estado de Sajonia, Alemania.
La carrera de MotoGP fue ganada por Dani Pedrosa, seguido de Jorge Lorenzo y Andrea Dovizioso. Marc Márquez fue el ganador de la prueba de Moto2, por delante de Mika Kallio y Alex de Angelis. La carrera de Moto3 fue ganada por Sandro Cortese, Alexis Masbou fue segundo y Luis Salom tercero.

## Resultados

### Resultados MotoGP
| Pos     | N.º | Piloto           | Constructor  | Vueltas | Tiempo    | Parrilla | Puntos |
| ------- | --- | ---------------- | ------------ | ------- | --------- | -------- | ------ |
| 1       | 26  | Dani Pedrosa     | Honda        | 30      | 41:28.396 | 3        | 25     |
| 2       | 99  | Jorge Lorenzo    | Yamaha       | 30      | +14.996   | 5        | 20     |
| 3       | 4   | Andrea Dovizioso | Yamaha       | 30      | +20.669   | 8        | 16     |
| 4       | 11  | Ben Spies        | Yamaha       | 30      | +20.740   | 2        | 13     |
| 5       | 6   | Stefan Bradl     | Honda        | 30      | +27.893   | 6        | 11     |
| 6       | 46  | Valentino Rossi  | Ducati       | 30      | +28.050   | 9        | 10     |
| 7       | 19  | Álvaro Bautista  | Honda        | 30      | +28.246   | 21       | 9      |
| 8       | 35  | Cal Crutchlow    | Yamaha       | 30      | +28.447   | 4        | 8      |
| 9       | 8   | Héctor Barberá   | Ducati       | 30      | +29.053   | 11       | 7      |
| 10      | 69  | Nicky Hayden     | Ducati       | 30      | +29.226   | 7        | 6      |
| 11      | 14  | Randy de Puniet  | ART-Aprilia  | 30      | +53.176   | 13       | 5      |
| 12      | 5   | Colin Edwards    | Suter-BMW    | 30      | +58.204   | 12       | 4      |
| 13      | 41  | Aleix Espargaró  | ART-Aprilia  | 30      | +1:04.654 | 10       | 3      |
| 14      | 68  | Yonny Hernández  | BQR-Kawasaki | 30      | +1:13.543 | 17       | 2      |
| 15      | 77  | James Ellison    | ART-Aprilia  | 30      | +1:30.318 | 19       | 1      |
| 16      | 2   | Franco Battaini  | Ducati       | 29      | +1 Vuelta | 20       |        |
| 17      | 9   | Danilo Petrucci  | Ioda-Aprilia | 29      | +1 Vuelta | 15       |        |
| 18      | 22  | Iván Silva       | BQR-Kawasaki | 29      | +1 Vuelta | 18       |        |
| Ret     | 1   | Casey Stoner     | Honda        | 29      | Caída     | 1        |        |
| Ret     | 54  | Mattia Pasini    | ART-Aprilia  | 4       | Caída     | 14       |        |
| Ret     | 51  | Michele Pirro    | FTR-Honda    | 3       | Retirado  | 16       |        |
| Fuente: |     |                  |              |         |           |          |        |

### Resultados Moto2
| Pos     | N.º | Piloto               | Constructor | Vueltas | Tiempo    | Parrilla | Puntos |
| ------- | --- | -------------------- | ----------- | ------- | --------- | -------- | ------ |
| 1       | 93  | Marc Márquez         | Suter       | 29      | 41:32.467 | 1        | 25     |
| 2       | 36  | Mika Kallio          | Kalex       | 29      | +2.093    | 3        | 20     |
| 3       | 15  | Alex de Angelis      | FTR         | 29      | +2.567    | 8        | 16     |
| 4       | 40  | Pol Espargaró        | Kalex       | 29      | +5.990    | 17       | 13     |
| 5       | 12  | Thomas Lüthi         | Suter       | 29      | +6.139    | 6        | 11     |
| 6       | 3   | Simone Corsi         | FTR         | 29      | +11.051   | 13       | 10     |
| 7       | 38  | Bradley Smith        | Tech 3      | 29      | +11.409   | 9        | 9      |
| 8       | 19  | Xavier Siméon        | Tech 3      | 29      | +14.808   | 4        | 8      |
| 9       | 71  | Claudio Corti        | Kalex       | 29      | +20.769   | 19       | 7      |
| 10      | 77  | Dominique Aegerter   | Suter       | 29      | +25.141   | 15       | 6      |
| 11      | 5   | Johann Zarco         | Motobi      | 29      | +27.467   | 14       | 5      |
| 12      | 80  | Esteve Rabat         | Kalex       | 29      | +27.475   | 27       | 4      |
| 13      | 88  | Ricard Cardús        | AJR         | 29      | +28.590   | 12       | 3      |
| 14      | 18  | Nicolás Terol        | Suter       | 29      | +28.713   | 24       | 2      |
| 15      | 60  | Julián Simón         | Suter       | 29      | +32.787   | 2        | 1      |
| 16      | 29  | Andrea Iannone       | Speed Up    | 29      | +35.376   | 10       |        |
| 17      | 95  | Anthony West         | Moriwaki    | 29      | +35.596   | 7        |        |
| 18      | 8   | Gino Rea             | Suter       | 29      | +37.591   | 5        |        |
| 19      | 76  | Max Neukirchner      | Kalex       | 29      | +45.667   | 22       |        |
| 20      | 30  | Takaaki Nakagami     | Kalex       | 29      | +47.436   | 21       |        |
| 21      | 44  | Roberto Rolfo        | Suter       | 29      | +49.341   | 31       |        |
| 22      | 50  | Damian Cudlin        | Bimota      | 29      | +50.704   | 23       |        |
| 23      | 10  | Marco Colandrea      | FTR         | 29      | +1:12.766 | 32       |        |
| 24      | 11  | Kevin Wahr           | IAMT        | 29      | +1:14.334 | 29       |        |
| 25      | 4   | Randy Krummenacher   | Kalex       | 28      | +1 Vuelta | 20       |        |
| 26      | 21  | Markus Reiterberger  | MZ-RE Honda | 28      | +1 vuelta | 30       |        |
| 27      | 57  | Eric Granado         | Motobi      | 28      | +1 Vuelta | 28       |        |
| Ret     | 14  | Ratthapark Wilairot  | Suter       | 25      | Caída     | 16       |        |
| Ret     | 82  | Elena Rosell         | Moriwaki    | 19      | Retirado  | 34       |        |
| Ret     | 49  | Axel Pons            | Kalex       | 18      | Retirado  | 33       |        |
| Ret     | 72  | Yuki Takahashi       | FTR         | 16      | Retirado  | 11       |        |
| Ret     | 22  | Alessandro Andreozzi | Speed Up    | 6       | Caída     | 25       |        |
| Ret     | 24  | Toni Elías           | Suter       | 5       | Caída     | 18       |        |
| Ret     | 45  | Scott Redding        | Kalex       | 0       | Caída     | 26       |        |
| Fuente: |     |                      |             |         |           |          |        |

### Resultados Moto3
| Pos     | N.º | Piloto              | Constructor | Vueltas | Tiempo    | Parrilla | Puntos |
| ------- | --- | ------------------- | ----------- | ------- | --------- | -------- | ------ |
| 1       | 11  | Sandro Cortese      | KTM         | 27      | 45:36.868 | 1        | 25     |
| 2       | 10  | Alexis Masbou       | Honda       | 27      | +0.635    | 10       | 20     |
| 3       | 39  | Luis Salom          | Kalex-KTM   | 27      | +3.998    | 9        | 16     |
| 4       | 8   | Jack Miller         | Honda       | 27      | +4.051    | 4        | 13     |
| 5       | 7   | Efrén Vázquez       | FTR-Honda   | 27      | +12.119   | 14       | 11     |
| 6       | 63  | Zulfahmi Khairuddin | KTM         | 27      | +25.174   | 20       | 10     |
| 7       | 55  | Héctor Faubel       | Kalex-KTM   | 27      | +25.499   | 12       | 9      |
| 8       | 43  | Luca Grünwald       | Honda       | 27      | +26.087   | 16       | 8      |
| 9       | 61  | Arthur Sissis       | KTM         | 27      | +29.675   | 21       | 7      |
| 10      | 84  | Jakub Kornfeil      | FTR-Honda   | 27      | +29.891   | 5        | 6      |
| 11      | 9   | Toni Finsterbusch   | Honda       | 27      | +33.178   | 15       | 5      |
| 12      | 27  | Niccolò Antonelli   | FTR-Honda   | 27      | +42.858   | 18       | 4      |
| 13      | 89  | Alan Techer         | TSR-Honda   | 27      | +1:02.653 | 19       | 3      |
| 14      | 31  | Niklas Ajo          | KTM         | 27      | +1:10.253 | 11       | 2      |
| 15      | 15  | Simone Grotzkyj     | Suter Honda | 27      | +1:10.447 | 23       | 1      |
| 16      | 19  | Alessandro Tonucci  | FTR-Honda   | 27      | +1:10.640 | 26       |        |
| 17      | 25  | Maverick Viñales    | FTR-Honda   | 27      | +1:11.122 | 24       |        |
| 18      | 99  | Danny Webb          | Mahindra    | 27      | +1:11.306 | 22       |        |
| 19      | 44  | Miguel Oliveira     | Suter-Honda | 27      | +1:18.878 | 31       |        |
| 20      | 42  | Álex Rins           | Suter-Honda | 27      | +1:18.957 | 27       |        |
| 21      | 32  | Isaac Viñales       | FTR-Honda   | 26      | +1 Vuelta | 25       |        |
| 22      | 3   | Luigi Morciano      | Ioda        | 26      | +1 Vuelta | 33       |        |
| 23      | 51  | Kenta Fujii         | TSR-Honda   | 26      | +1 Vuelta | 32       |        |
| 24      | 5   | Romano Fenati       | FTR-Honda   | 26      | +1 Vuelta | 35       |        |
| 25      | 21  | Iván Moreno         | FTR-Honda   | 26      | +1 Vuelta | 34       |        |
| 26      | 86  | Kevin Hanus         | Honda       | 26      | +1 Vuelta | 28       |        |
| 27      | 30  | Giulian Pedone      | Suter-Honda | 24      | +3 Vuelta | 29       |        |
| Ret     | 96  | Louis Rossi         | FTR-Honda   | 25      | Retirado  | 7        |        |
| Ret     | 77  | Marcel Schrötter    | Mahindra    | 24      | Caída     | 30       |        |
| Ret     | 23  | Alberto Moncayo     | Kalex-KTM   | 23      | Retirado  | 13       |        |
| Ret     | 52  | Danny Kent          | KTM         | 22      | Retirado  | 2        |        |
| Ret     | 41  | Brad Binder         | Kalex-KTM   | 21      | Retirado  | 6        |        |
| Ret     | 26  | Adrián Martín       | FTR-Honda   | 20      | Caída     | 3        |        |
| Ret     | 94  | Jonas Folger        | Ioda        | 17      | Retirado  | 8        |        |
| Ret     | 53  | Jasper Iwema        | FGR-Honda   | 16      | Retirado  | 17       |        |
| Fuente: |     |                     |             |         |           |          |        |